# Liste der Baudenkmäler in Wallerstein
Auf dieser Seite sind die Baudenkmäler in dem schwäbischen Markt Wallerstein zusammengestellt. Diese Tabelle ist eine Teilliste der Liste der Baudenkmäler in Bayern. Grundlage ist die Bayerische Denkmalliste, die auf Basis des Bayerischen Denkmalschutzgesetzes vom 1. Oktober 1973 erstmals erstellt wurde und seither durch das Bayerische Landesamt für Denkmalpflege geführt wird. Die folgenden Angaben ersetzen nicht die rechtsverbindliche Auskunft der Denkmalschutzbehörde.
 Diese Liste gibt den Fortschreibungsstand vom 9. Mai 2014 wieder und enthält 72 Baudenkmäler.

## Ensembles

### Ensemble Ortskern Wallerstein

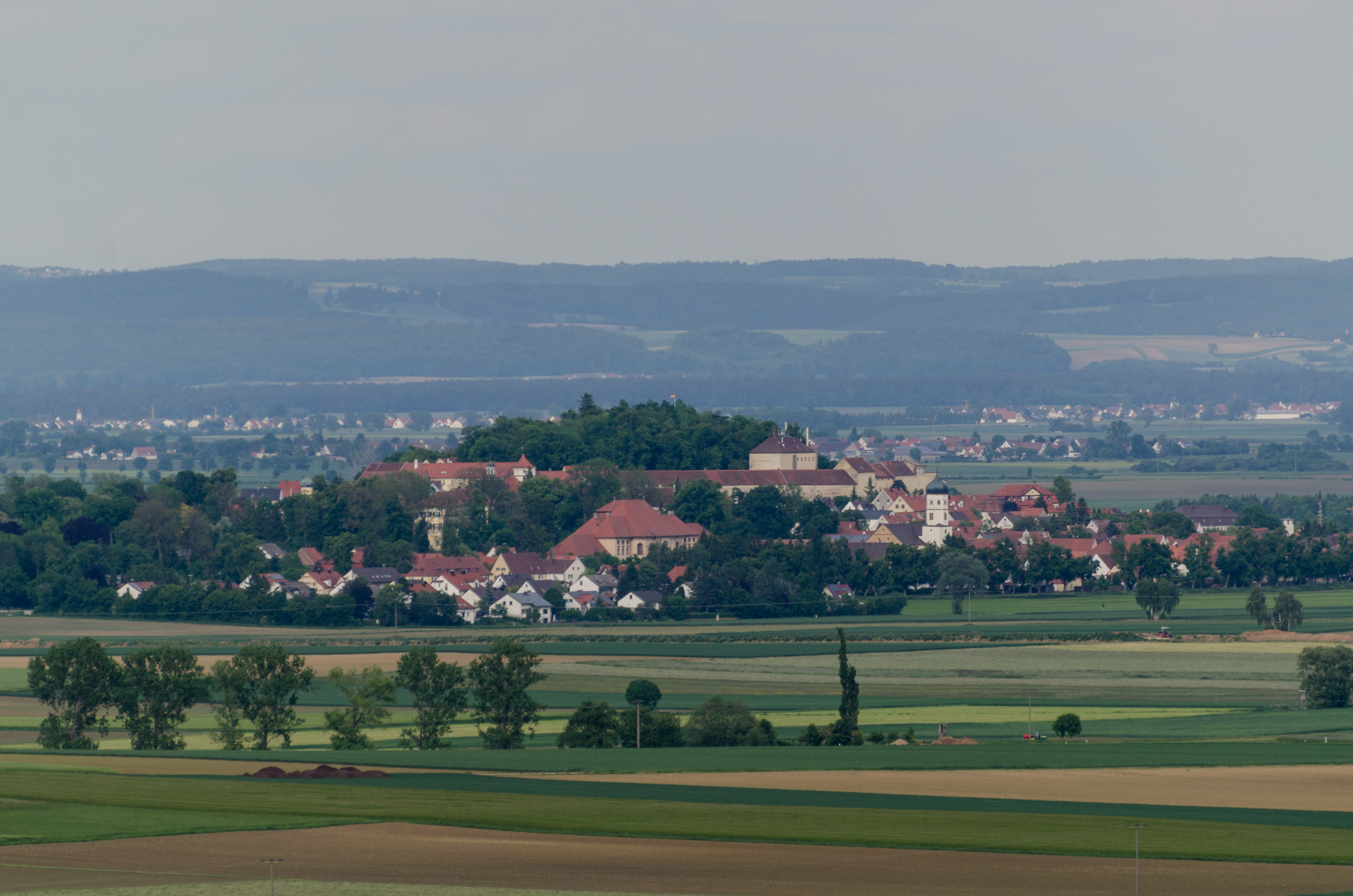
Panorama von Wallerstein von Westen

Der historische Raum, wie er sich für Wallerstein in der Ausdehnung von Markt und ehemaligem Residenzbereich zur Zeit um 1800 abzeichnet, ist ein Ortsemsemble. Wallerstein, Verbindung von mittelalterlichem Burg- und späterem Schlossbereich mit barocker Fürstenresidenz, von spätmittelalterlicher Marktstraße mit barocker Erweiterung, ist seiner Funktion und den Dimensionen nach der Typ einer ländlichen Residenz.
Die Ortsentwicklung ergibt sich wesentlich aus der topographischen Situation. Auf dem 55 Meter hohen Berg, der als Felsrippe aus dem flachen Rieskessel ragt, nördlich von Nördlingen in Richtung Dinkelsbühl und Ansbach, entsteht in strategisch vorteilhafter Höhenlage die Burg Wallerstein. Südlich in der Ebene davor, durch leicht abschüssiges Gelände vom Burgberg getrennt und in Distanz von dessen Hoheitsraum, entwickelte sich entlang der Durchgangsstraße vermutlich im Spätmittelalter ein erweiterter Straßenmarkt in ostwestlicher Richtung.
Als ältester Zufahrtsweg zum Burgbereich ist die Herrenstraße anzunehmen, die über das unregelmäßige Gelände des Kapellenbergs über Obere und Untere Bergstraße zur Burg Verbindung schafft. Das Gelände am Ende der Herrenstraße war vermutlich ältester Siedlungsbereich. In östlichen Parallelen zur Herrenstraße und im rechten Winkel zur Marktstraße ist der Übergangsbereich zur Burg als geplante Anlage regelmäßig erschlossen, mit Mittelstraße und Felsenstraße, und durch locker gereihte Bebauung, vormals agrarisch und kleinhandwerklich, aufgefüllt. Derselben Siedlungskategorie ist auch die Ledergasse zuzurechnen, die vom später geschaffenen Hofgartengebiet aufgenommen wird.

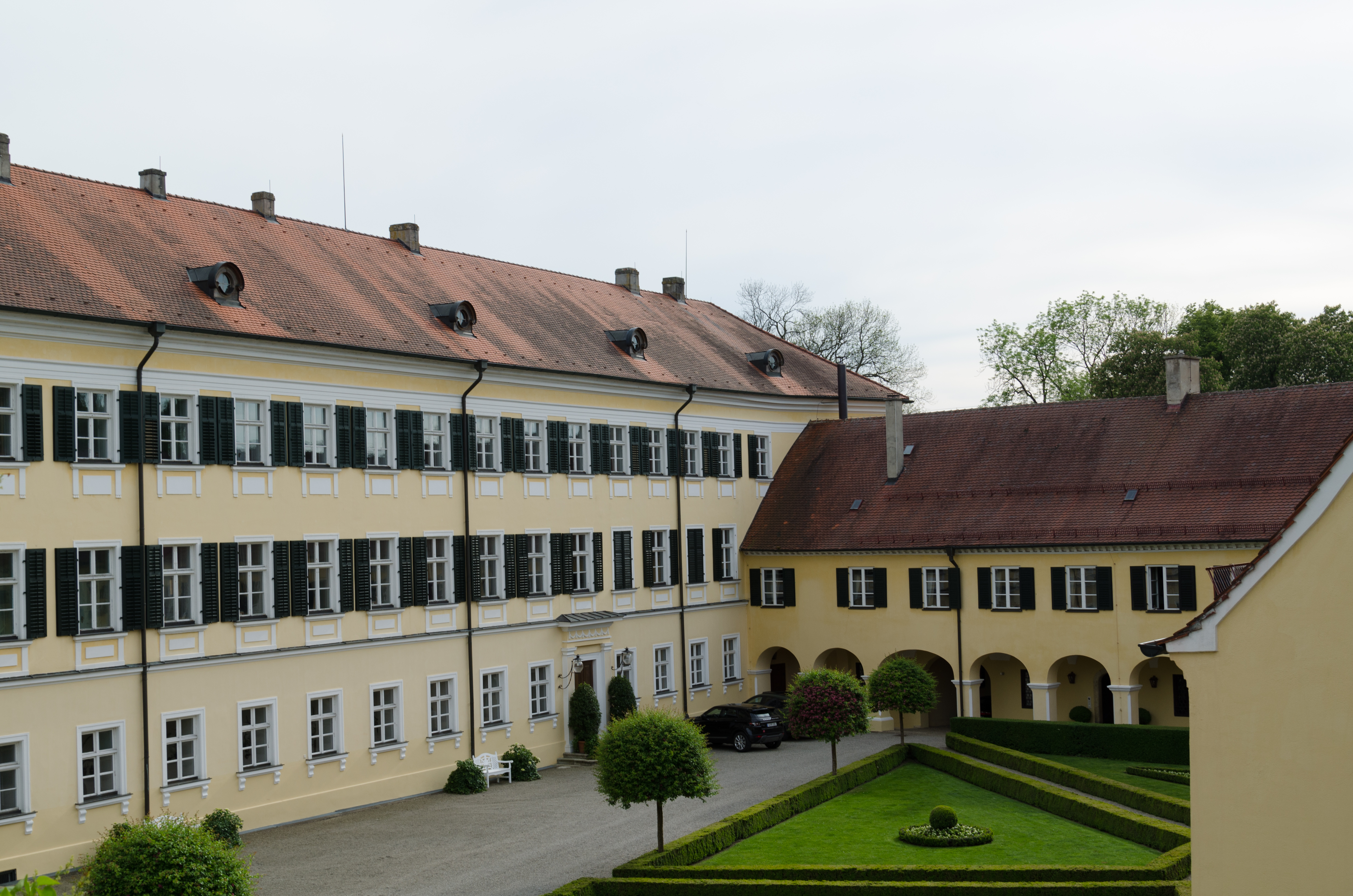
Fürstliche Residenz

Zuletzt, aber für das Ortsbild entscheidend, entsteht als barocke Neuanlage die Residenz, typisch für die Epoche in flachem Gelände: der neue Schlosskomplex liegt westlich des Kapellenbergs. Von ihm weit nach Westen ausgreifend und den Ort fast rechteckig abschließend die großräumige Anlage des Hofgartens mit den repräsentativen Bauten der Reitschule im Süden, des Witwensitzes im Westen und des Gewächshauses im Norden. In funktionaler Zuordnung zur Residenz werden Straßen neu angelegt. Sie verlaufen geradlinig und sind in regelmäßiger Folge mit Beamtenhäusern bebaut: die Sperlingstraße zwischen Neuem und Altem Schloss, die relativ steile Weinstraße von Südosten zum Burgfelsen hinauf und als „Vorstadt“ die östliche Verlängerung der Marktstraße. Im Grundrissbild zeigt der Ort jetzt insgesamt eine breitrechteckige Form.
Der Burgberg, für die Fernsicht auf den Ort Wallerstein von charakteristischer Prägung, zeigt heute den Mauergürtel des 16. Jahrhunderts, letzter Rest der spätmittelalterlichen Felsenburg, die in ihren mittelalterlichen Anfängen sich im Besitz von Ministerialen befand, 1188 in den Händen der schwäbischen und fränkischen Hohenstaufen war und seit 1261 den Grafen von Oettingen gehörte. 1648 wird die Burg durch die Schweden zerstört. Die unter dem Felsen liegende Altsiedlung heißt bis ins 15. Jahrhundert noch „Steinheim“, erst bei Ausbau zu der regelmäßigen Straßenmarktanlage überträgt sich der Burgname. 1520 wird Wallerstein als befestigter Vorort bestimmt, nicht ummauert, lediglich durch eine Grabenzone geschützt, die bis heute durch den Grabenweg markiert ist. Die ehemalige Marktgasse zeigt, die Pfarrkirche immer im Blickpunkt, in ihrem östlichen Abschnitt in leichter Krümmung auf spätmittelalterlichem lockerem Grundriss zweigeschossige Giebelbauten in leichter Staffelung, einfache Putzbauten meist aus dem 18. und 19. Jahrhundert. Im Bereich um die Kirche finden sich auch traufseitige Bauten, westlich von ihr vermitteln, um eine kleine Platzerweiterung herum, erdgeschossige einfache Giebelbauten mit Vorgärten noch einen stark dörflichen Eindruck. Über den dörflichen Stellenwert hinaus verweist die hochragende Pestsäule inmitten der Marktgasse, wo auch die Herrengasse abzweigt, eine Dreifaltigkeitssäule als sechsseitige Pyramide auf einem Postament. Eher den Eindruck eines Dorfplatzes vermittelt die breite Mittelstraße mit ihren erd- und zweigeschossigen Giebelbauten, meist noch bäuerlicher Anwesen.

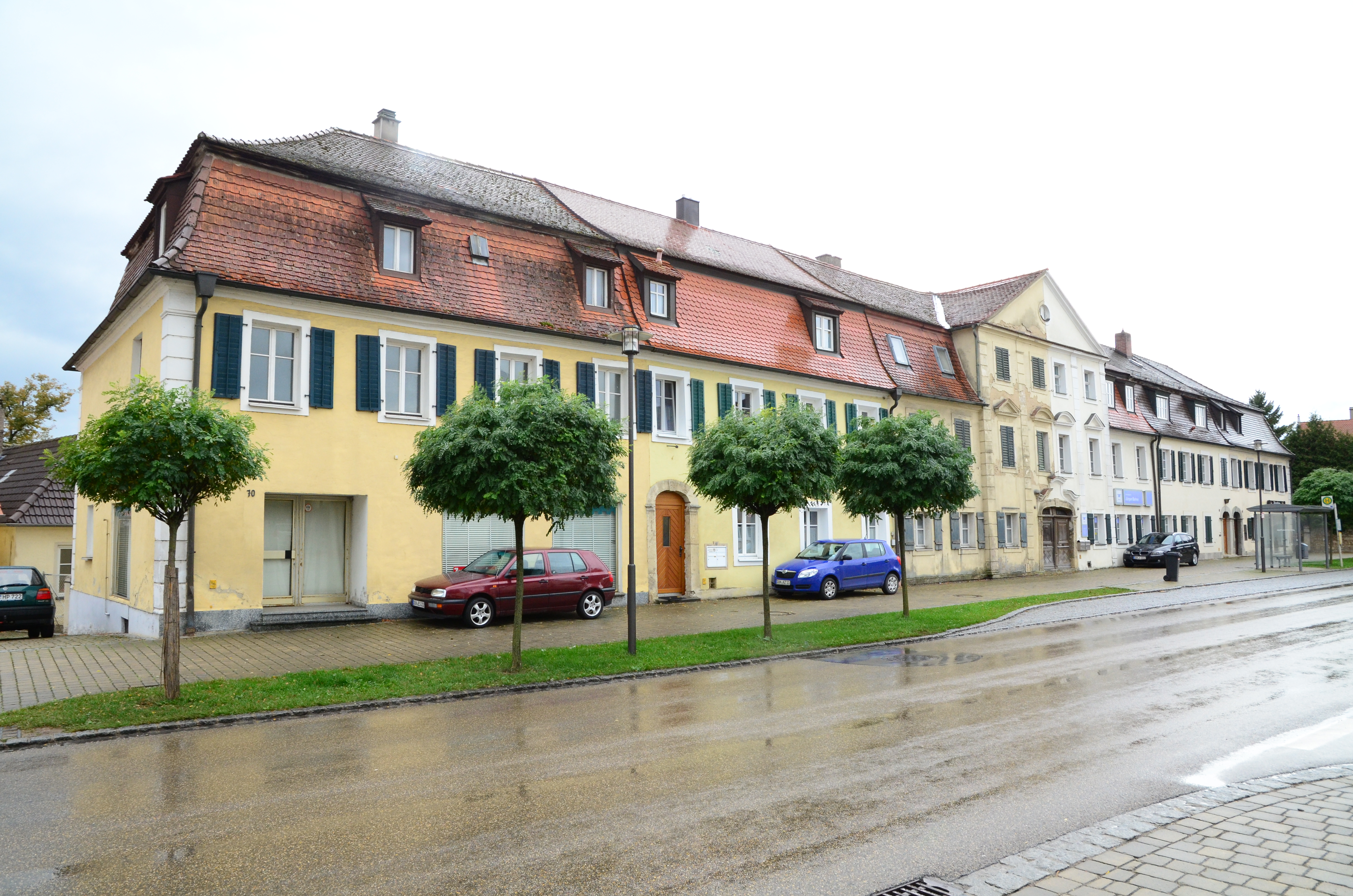
Der Sechsherrenbau in der Hauptstraße

Das Neue Schloss erwuchs aus drei gesonderten Trakten, dem zu Beginn des 16. Jahrhunderts erbauten „Grünen Haus“, dem Galerietrakt von 1651 und dem „Welschen Bau“ von 1665, die erst 1805 unter Einbezug der im 15. Jahrhundert erbauten Schlosskapelle zu der nach Osten offenen Dreiflügelanlage verbunden wurden. Unmittelbar zum Residenzbereich gehörig die großzügige Parkanlage im Englischen Stil, 1828 aus dem Hofgarten im französischen Stil umgewandelt, eingefasst südlich von der Reitschule, einem wuchtigen Bau von 1741 bis 1751, im oval angelegten überhöhten Mittelstück die Reitbahn, dazu dreigeschossige Flügelbauten, westlich vom sogenannten Moritzschlösschen, dem Witwensitz, einer lockeren Schlossanlage nach dem Ehrenhofprinzip des 18. Jahrhunderts, bereits aber im Stil eines biedermeierlichen Parkschlösschens. Der 1803/04 errichtete Mittelpavillon erhält 1809/10 seine Seitenflügel und den verbindenden Glasgang. Im Nordteil des Hofgartens das biedermeierliche Gewächshaus von 1835.
Aus dem Ende des 18. Jahrhunderts stammen die regelmäßigen Straßenanlagen, in ihrer Bebauung zumeist darauf ausgerichtet, die Wohnungen der Beamten bereitzustellen, die bei Hofe dienten. Der vormals als Vorstadt bezeichnete östliche Teil der ehem. Marktgasse, jetzt Hauptstraße, ist beidseitig in gerader Reihung mit zweigeschossigen, fünf bis sieben Achsen breiten traufseitig stehenden Doppelhäusern bebaut, die zum steilen Walmdach oder Mansard-Walmdach auch das für den Ort typische Türgerüst aufweisen: den rund- oder korbbogigen Eingang mit Kämpfer- und Scheitelsteinen aus Stein. Die einfach verputzten Wohnhäuser besitzen fast ausnahmslos noch Fensterläden. Überleitend zum Ostanfang der Marktgasse an einer platzartigen Erweiterung und mit der Nordfront zur Straße der sogenannte Sechsherrenbau – der Name erklärt sich aus der aus sechs Personen bestehenden Baugenossenschaft – ein repräsentativer zweigeschossiger Bau mit 24 Fenstern in der Hauptfront und einem dreigeschossigen Mittelrisalit zu vier Achsen. Die südliche Seite der Weinstraße zeigt in ihrer Bebauung ebenso den Beamtenhaustyp, durchgängig mit Mansard-Walmdächern und zum Teil noch mit Freitreppen.
Der steil ansteigende Straßenzug wird im Nordwesten vom Diemantsteinschen Haus beherrscht, einem großzügigen und weitläufigen Wirtschaftshof einer Weinniederlassung mit repräsentativem hohen Mittelbau mit Mittelrisalit unter Dreiecksgiebel, erbaut 1788. Beamtenhäuser finden sich auch in der Oberen und Unteren Bergstraße. Den beschriebenen Haustyp in erdgeschossiger Ausprägung zeigt die beidseitig reihenhausartig bebaute Sperlingstraße. In der Herrenstraße treten repräsentative klassizistische Traufseitbauten gemischt auf mit mehr ländlichen giebelseitig stehenden Bauten. Charakteristisch für den Ort ist die dominierende gelbtonige Putzfarbgebung sämtlicher dem Schlosskomplex zugeordneter Architektur, ergänzt vom typischen Rot der Dachlandschaften und Grün der Fensterläden bei den Profanbauten. Als Prototyp einer ländlichen Residenz, geprägt von barocken, klassizistischen bis biedermeierlichen Stilelementen ist Wallerstein ein Ensemble von besonderer Rarität.
Aktennummer: E-7-79-224-1.

## Baudenkmäler nach Gemeindeteilen

### Wallerstein
| Lage                                          | Objekt                              | Beschreibung | Akten-Nr.               | Bild                                |
| --------------------------------------------- | ----------------------------------- | --- | ----------------------- | ----------------------------------- |
| Berg 78; Obere Bergstraße 17 (Standort)       | Altes Schloss                       | Ehemals umfangreiche, terrassenförmig aufgebaute Anlage auf einem Felsen über dem Ort, 1188 erstmals erwähnt, seit 1261 im Besitz der Grafen von Oettingen, 1369 Ausbau der mittelalterlichen Burg beendet, 1582 mit der äußeren Ringmauer mit Torturn und Ökonomiebauten erweitert, 1648 zerstört, danach Ruine und Felsen als Steinbruch genutzt, ab 1774 neue Anlagen in erster Linie für den Brauereibetrieb mit Bewirtschaftung | D-7-79-224-3            | weitere Bilder                      |
| Berg 78; Obere Bergstraße 17 (Standort)       | Torbau                              | dreigeschossiger Rechteckbau mit korbbogiger Durchfahrt, Pilastergliederung, Geschossgesimsen, Kranzgesims auf Konsolen und Zeltdach, 1582 (bez.) | D-7-79-224-3 zugehörig  | weitere Bilder                      |
| Berg 78; Obere Bergstraße 17 (Standort)       | Verwaltungsbau                      | zweigeschossig mit Satteldach und Gurtgesims über der Ringmauer, 1582, 1841 um das Obergeschoss erhöht | D-7-79-224-3 zugehörig  | weitere Bilder                      |
| Berg 78; Obere Bergstraße 17 (Standort)       | Ökonomiebauten                      | eingeschossig mit Satteldach über der Ringmauer, 1582 ff. | D-7-79-224-3 zugehörig  | weitere Bilder                      |
| Berg 78; Obere Bergstraße 17 (Standort)       | Schlossgraben                       | trockener Graben mit Futtermauern, 1582 | D-7-79-224-3 zugehörig  | weitere Bilder                      |
| Berg 78; Obere Bergstraße 17 (Standort)       | Brauereigasthof                     | ehemaliger Getreidespeicher, dann Sommerkeller, zweigeschossiger Satteldachbau mit Aufzugsöffnungen und Kranbalken, 1774 unterkellert, im Kern älter, 1838 durch den Anbau einer Zuckerfabrik erweitert | D-7-79-224-3            | Brauereigasthof                     |
| Berg 78; Obere Bergstraße 17 (Standort)       | Wirtschaftsgebäude                  | zweigeschossiger Satteldachbau, 1826 (bez.); innere Ringmauer, im Kern mittelalterlich, wohl 1845 zum Schutz vor Felssturz verstärkt | D-7-79-224-3 zugehörig  | BW                                  |
| Felsenstraße 24 (Standort)                    | Gasthaus zum Schwarzen Ochsen       | zweigeschossiger Satteldachbau mit gebänderten Ecklisenen, im Kern 1708, im 3. Viertel 19. Jahrhundert verändert | D-7-79-224-6            | Gasthaus zum Schwarzen Ochsen       |
| Hauptstraße (Standort)                        | Pestsäule                           | Dreifaltigkeitssäule, reich figurierte Pyramide auf sechsseitigem Postament, von Johann Georg Bschorer, 1725 | D-7-79-224-7            | weitere Bilder                      |
| Hauptstraße (neben Nr. 14) (Standort)         | Pumpbrunnen                         | gusseiserne Säule mit Neurenaissance-Ornamenten, um 1880 | D-7-79-224-11           | weitere Bilder                      |
| Hauptstraße 1 (Standort)                      | Wohnhaus                            | zweigeschossiger Bau mit Mansardwalmdach, 1. Viertel 18. Jahrhundert | D-7-79-224-8            | weitere Bilder                      |
| Hauptstraße 4 (Standort)                      | Bauernhaus                          | Wohnteil erdgeschossig mit Satteldach und Schweifgiebel, 18. Jahrhundert, im 19. Jahrhundert wohl verändert | D-7-79-224-9            | weitere Bilder                      |
| Hauptstraße 5 (Standort)                      | Wohnhaus                            | zweigeschossiger Bau mit Mansardwalmdach, korbbogigem Eingang mit Kämpfer- und Scheitelstein und aufgeputzter Eckquaderung, um 1780/90 | D-7-79-224-10           | weitere Bilder                      |
| Hauptstraße 17 (Standort)                     | Wohn- und Geschäftshaus             | wohl ehemaliges fürstliches Beamtenhaus, jetzt fürstliche Hofgärtnerei, zweigeschossiger Satteldachbau mit klassizistischer Fassade aus Ecklisenen, Geschossgesimsen, Putzfelderung und Ziervasen am Giebel, im Kern wohl 17./18. Jahrhundert, Fassade 1. Viertel 19. Jahrhundert, rückseitig im 19. Jahrhundert erweitert; Stadel, erdgeschossiger Satteldachbau mit Fachwerkgiebel, 17./18. Jahrhundert | D-7-79-224-12           | weitere Bilder                      |
| Hauptstraße 17 (Standort)                     | Stadel                              | erdgeschossiger Satteldachbau mit Fachwerkgiebel, 17./18. Jahrhundert | D-7-79-224-12           | weitere Bilder                      |
| Hauptstraße 17 (Standort)                     | Einfriedung                         | und Zaunpfosten, 18. Jahrhundert | D-7-79-224-12           | weitere Bilder                      |
| Hauptstraße 17 (Standort)                     | Ehemaliges Waschhaus                | erdgeschossiger Satteldachbau, 18./frühes 19. Jahrhundert | D-7-79-224-12           | weitere Bilder                      |
| Hauptstraße 19 (Standort)                     | Katholische Pfarrhaus               | zweigeschossiger Satteldachbau mit geschweiftem Treppengiebel mit Kielbogenaufsätzen, Bodenerker an der Straßenfront und Polygonalturm im Nordwesten, darin im 1. Obergeschoss die Hauskapelle, um 1580, Fenster im 20. Jahrhundert verändert | D-7-79-224-13           | weitere Bilder                      |
| Hauptstraße 21 (Standort)                     | Wohnhaus                            | zweigeschossiger Bau mit Mansardwalmdach, korbbogigem Eingang mit Kämpfer- und Scheitelstein und aufgeputzter Eckquaderung, 1789 (bez.) | D-7-79-224-14           | Wohnhaus                            |
| Hauptstraße 23 (Standort)                     | Gasthaus                            | ehemaliges Wohnhaus, zweigeschossiger Bau mit Mansardwalmdach, erneuertem korbbogigem Eingang mit Kämpfer- und Scheitelstein und aufgeputzter Eckquaderung, um 1790 | D-7-79-224-15           | weitere Bilder                      |
| Hauptstraße 31 (Standort)                     | Ausleger                            | Anfang 18. Jahrhundert | D-7-79-224-16           | weitere Bilder                      |
| Hauptstraße 36 (Standort)                     | Wohnhaus                            | zweigeschossiger Satteldachbau mit Schweifgiebel, 1. Hälfte 18. Jahrhundert, stark überformt | D-7-79-224-18           | Wohnhaus                            |
| Hauptstraße 40 (Standort)                     | Gasthaus zum Schwarzen Adler        | zweigeschossiger Satteldachbau mit Halbwalmdach nach Westen und Zwerchhaus im Süden, im Kern 17. Jahrhundert, im 19./20. Jahrhundert nach Süden erweitert | D-7-79-224-19           | Gasthaus zum Schwarzen Adler        |
| Hauptstraße 46, 48 (Standort)                 | Doppelwohnhaus                      | zweigeschossiger Bau mit Halbwalmdach, glatten wie genuteten Ecklisenen und Putzfelderung, 2. Viertel 19. Jahrhundert | D-7-79-224-20           | weitere Bilder                      |
| Hauptstraße 51 (Standort)                     | Wohnhaus                            | zweigeschossiger Satteldachbau, im Kern 18. Jahrhundert | D-7-79-224-21           | Wohnhaus                            |
| Hauptstraße 54 (Standort)                     | Wohnhaus                            | zweigeschossiger Satteldachbau mit Schweifgiebel und Kugelaufsätzen, 2. Hälfte 18. Jahrhundert | D-7-79-224-22           | weitere Bilder                      |
| Hauptstraße 54 (Standort)                     | Einfriedung                         | Bruchsteinmauer, 18. Jahrhundert | D-7-79-224-22           | weitere Bilder                      |
| Hauptstraße 57 (Standort)                     | Ehemaliges Bauernhaus               | Wohnteil zweigeschossig mit Satteldach, Ecklisenen und Schweifgiebel mit Kugelaufsätzen, 1. Drittel 18. Jahrhundert, im 19. Jahrhundert nach Norden erweitert | D-7-79-224-23           | Ehemaliges Bauernhaus               |
| Hauptstraße 60, 62, 64, 66, 68, 70 (Standort) | Sogenanntes Sechsherrenbau          | Wohnhaus, langgestreckter zweigeschossiger Bau mit Mansardwalmdach, übergiebeltem dreigeschossigen Mittelrisalit, genuteten Ecklisenen, korbbogigen Eingängen mit Kämpfer- und Scheitelstein, der Haupteingang zusätzlich mit geschweiftem Sprenggiebel ausgezeichnet, 1788 ff. im Auftrag einer aus sechs Bauherren bestehenden Genossenschaft | D-7-79-224-24           | weitere Bilder                      |
| Hauptstraße 63, 65 (Standort)                 | Doppel- und Geschäftshaus           | ehemaliges Beamtenhaus, zweigeschossiger Bau mit Walmdach sowie korbbogigen Eingängen mit Kämpfer- und Scheitelstein, 1787 (bez.). | D-7-79-224-25           | weitere Bilder                      |
| Hauptstraße 67, 69 (Standort)                 | Doppel- und Geschäftshaus           | ehemaliges Beamtenhaus, zweigeschossiger Bau mit Mansardwalmdach sowie korbbogigen Eingängen mit Kämpfer- und Scheitelstein, um 1780/90. | D-7-79-224-26           | Doppel- und Geschäftshaus           |
| Hauptstraße 73 (Standort)                     | Wohn- und Geschäftshaus             | ehemaliges Beamtenhaus, zweigeschossiger Bau mit Mansardwalmdach sowie korbbogigem Eingang mit Kämpfer- und Scheitelstein, um 1780/90 | D-7-79-224-28           | Wohn- und Geschäftshaus             |
| Hauptstraße 75 (Standort)                     | Wohn- und Geschäftshaus             | ehemaliges Beamtenhaus, zweigeschossiger Bau mit Mansardwalmdach, korbbogigem Eingang mit Kämpfer- und Scheitelstein und putzgerahmten Stichbogenfenstern im Obergeschoss, um 1790 | D-7-79-224-29           | weitere Bilder                      |
| Hauptstraße 77 (Standort)                     | Wohnhaus                            | zweigeschossiger Walmdachbau mit korbbogigem Eingang mit Kämpfer- und Scheitelstein und teils offenem Fachwerk im Obergeschoss, 2. Hälfte 18. Jahrhundert | D-7-79-224-30           | Wohnhaus                            |
| Hauptstraße 80, 82 (Standort)                 | Doppelwohnhaus                      | ehemaliges Beamtenhaus, zweigeschossiger Bau mit Mansardwalmdach, korbbogigen Eingängen mit Kämpfer- und Scheitelstein und Ecklisenen, um 1780/90 | D-7-79-224-31           | weitere Bilder                      |
| Hauptstraße 83 (Standort)                     | Ehemaliges Brandissches Haus        | Ehemaliges Wohnhaus, jetzt Altenheim, ehem. zweigeschossiger Walmdachbau, im Kern 1784/85, 1875 zum Spital umgebaut und erweitert, im 20. Jahrhundert mit dem westlichen Nachbarhaus verbunden und durch weitere Anbauten erweitert | D-7-79-224-32           | weitere Bilder                      |
| Hauptstraße 92 (Standort)                     | Ehemaliges Gasthaus zur Eisenbahn   | zweigeschossiger Bau mit Mansardwalmdach, korbbogigem Eingang mit Kämpfer- und Scheitelstein sowie mit spätklassizistischer Putzgliederung aus Ecklisenen, Gurtgesims und Brüstungsfeldern, im Kern Doppelwohnhaus, um 1790, im 2. Viertel 19. Jahrhundert umgestaltet | D-7-79-224-33           | Ehemaliges Gasthaus zur Eisenbahn   |
| Herrenstraße 2 (Standort)                     | Ehemaliges Bauernhaus               | mit Wohn- und Wirtschaftsteil, zweigeschossiger Satteldachbau mit geschweiftem Volutengiebel und filialartigen Zieraufsätzen, frühes 18. Jahrhundert | D-7-79-224-34           | Ehemaliges Bauernhaus               |
| Herrenstraße 5 (Standort)                     | Ehemaliges Bauernhaus               | mit Wohn- und Wirtschaftsteil, zweigeschossiger Satteldachbau mit offenem Fachwerk aus Streben und Andreaskreuzen in Ober- und Giebelgeschossen, 1705 | D-7-79-224-35           | Ehemaliges Bauernhaus               |
| Herrenstraße 7 (Standort)                     | Ehemaliges Bauernhaus               | mit Wohn- und Wirtschaftsteil, zweigeschossiger Satteldachbau mit Aufzugsöffnungen und verputztem Fachwerk in Ober- und Giebelgeschossen, frühes 18. Jahrhundert | D-7-79-224-36           | Ehemaliges Bauernhaus               |
| Herrenstraße 9 (Standort)                     | Wohnhaus                            | Ehemaliges Beamtenwohnhaus, zweigeschossiger Bau mit Mansardwalmdach, Ecklisenen mit Stuckdekor und stichbogigen Fenstern im Obergeschoss, 1781 f. | D-7-79-224-37           | Wohnhaus                            |
| Herrenstraße 14 (Standort)                    | Wohnhaus                            | zweigeschossiger Satteldachbau mit Schweifgiebel, 2. Viertel 18. Jahrhundert, stark erneuert | D-7-79-224-39           | Wohnhaus                            |
| Herrenstraße 15 (Standort)                    | Maria-Ward-Institut                 | zweigeschossiger Bau auf winkligem Grundriss mit Mansardwalmdach und dreigeschossigem Zwerchhaus, im Kern wohl herrschaftliches Wohngebäude, 18. Jahrhundert, 1892 (bez.) für Schulzwecke erweitert, später wiederum mehrfach verändert | D-7-79-224-40           | weitere Bilder                      |
| Herrenstraße 15 (Standort)                    | Maria-Ward-Institut                 | Hauskapelle, Saalbau im Stil des Neurokoko mit dreiseitigem Schluss und Lisenengliederung, im ersten Obergeschoss des südlichen Anbaus, um 1900, mit Ausstattung | D-7-79-224-40           | BW                                  |
| Herrenstraße 15 (Standort)                    | Maria-Ward-Institut                 | Ehemalige Lateinschule der Piaristen, Kloster 1803 säkularisiert, seit 1859 Englisches Institut, zweigeschossiger Walmdachbau mit gerundetem Volutengiebel über der Mittelgaube, genuteten Lisenen und Putzfelderung, 1761 gestiftet, um 1765 errichtet | D-7-79-224-40           | weitere Bilder                      |
| Herrenstraße 16 (Standort)                    | Wohn- und Geschäftshaus             | zweigeschossiger Walmdachbau mit Lisenengliederung, 1. Viertel 19. Jahrhundert, rückseitig erweitert | D-7-79-224-41           | weitere Bilder                      |
| Herrenstraße 16 (Standort)                    | Hofmauer                            | mit korbbogiger Einfahrt und stichbogiger Pforte, 1. Viertel 19. Jahrhundert | D-7-79-224-41           | weitere Bilder                      |
| Herrenstraße 78 (Standort)                    | Neues Schloss                       | Dreiflügelanlage, bestehend aus einem dreigeschossigen Südtrakt mit Walm- und Satteldach, ädikulagerahmten Portalen sowie klassizistischer Putzgliederung, einem westlichen Trakt mit zwei Geschossen, Satteldach und Arkadengang zum Schlosshof und einem nördlichen, zweigeschossigen mit Satteldach, im Kern 16./17. Jahrhundert, und dem Welschen Bau,1665, bestehend, 1805 aufgestockt, der Westflügel 1651 errichtet, der Nordtrakt im Kern 16. Jahrhundert, 1805 nach Plänen von Johann Melchior Hochstatter zur Dreiflügelanlage zusammengeschlossen; mit Ausstattung | D-7-79-224-42           | weitere Bilder                      |
| Herrenstraße 78 (Standort)                    | Katholische Schlosskapelle St. Anna | Saalbau mit Ostturm mit Oktogon und Zwiebelhaube, Ende 15. Jahrhundert; mit Ausstattung | D-7-79-224-42           | Katholische Schlosskapelle St. Anna |
| Herrenstraße 78 (Standort)                    | Neues Schloss                       | Ehem. Reitschule, langgestreckter Bau mit ovaler, durch genutete Lisenen gegliederter Reithalle mit flankierenden, dreigeschossigen Flügelbauten und ein- bzw. zweigeschossigen, mit Lisenen gegliederten Annexen für Stallungen und Remisen, von Paul Ulrich Trientl, 1741 ff. | D-7-79-224-42           | Neues Schloss                       |
| Herrenstraße 78 (Standort)                    | Neues Schloss                       | ehemalige Orangerie, erdgeschossiger Satteldachbau mit übergiebeltem Mittelrisalit und spätklassizistischer Gliederung, von Wenzeslaus Broschek, 1835, die Seitenteile 1970 f. verändert | D-7-79-224-42           | BW                                  |
| Herrenstraße 78 (Standort)                    | Neues Schloss                       | Schlosshof, um 1680, mit späterer gärtnerischer Gestaltung | D-7-79-224-42           | BW                                  |
| Herrenstraße 78 (Standort)                    | Neues Schloss                       | Hofgarten, um 1680 nach Süden und Westen hin angelegt, nach Plan von Michael Anton Koch 1826 ff. in einen englischen Garten umgewandelt | D-7-79-224-42           | BW                                  |
| Herrenstraße 78 (Standort)                    | Neues Schloss                       | Einfriedung des Gartens Teils mit gefelderter Ummauerung und rustizierten Torpfosten, 1840 | D-7-79-224-42           | BW                                  |
| Herrenstraße 78 (Standort)                    | Neues Schloss                       | Tor mit Profilgewände, 1602 (bez.) | D-7-79-224-42           | BW                                  |
| Herrenstraße 78 (Standort)                    | Neues Schloss                       | sechs Gedenksteine, im Garten, 1811 | D-7-79-224-42           | BW                                  |
| Kapellenberg 9 (Standort)                     | Ehemaliger Zehentstadel             | erdgeschossiger Bau mit steilem Satteldach und Fachwerkgiebel, 18. Jahrhundert, wohl noch im 18. Jahrhundert oder um 1800 nach Westen erweitert | D-7-79-224-5            | Ehemaliger Zehentstadel             |
| Kirchplatz 1 (Standort)                       | Katholische Pfarrkirche St. Alban   | nachgotische zweischiffige Hallenkirche mit jeweils halbrundem Schluss, Turm an der Südseite, Lisenengliederung, zusätzlichem Bogenfries am Turmoktogon und Sakristeianbau mit darüber liegendem zweigeschossigen Oratorium im Norden, Turmunterbau um 1530, Erhöhung mit Oktogon wohl 1611, Neubau der Hallenkirche 1613 (bez.) vollendet; mit Ausstattung | D-7-79-224-1            | weitere Bilder                      |
| Kirchplatz 1 (Standort)                       | Ölbergkapelle                       | rechteckiger Walmdachbau mit rundbogiger Öffnung an der Schrägseite, im Kern wohl 18. Jahrhundert; 2. Hälfte 19. Jahrhundert | D-7-79-224-1            | weitere Bilder                      |
| Kirchplatz 1 (Standort)                       | Kirchhofmauer                       | mit stichbogigen Blendnischen, wohl 18. Jahrhundert | D-7-79-224-1            | weitere Bilder                      |
| Löpsinger Straße (Standort)                   | Katholische Friedhofskapelle        | spätklassizistischer, spiegelsymmetrischer Walmdachbau mit übergiebeltem Mittelrisaliten, von dorischen Säulen getragener Archivolte und Dachreiter, 1851 | D-7-79-224-2            | weitere Bilder                      |
| Mittelstraße 9 (Standort)                     | Ehemaliges Bauernhaus               | mit Wohn- und Wirtschaftsteil, zweigeschossiger Satteldachbau mit Schweifgiebel und Giebelknauf, im Kern. 3. Viertel 18. Jahrhundert | D-7-79-224-43           | Ehemaliges Bauernhaus               |
| Moritz-Schlößchen 1 (Standort)                | Neues Schloss                       | ehemaliger Witwensitz, sogenanntes Moritzschlösschen, klassizistische Dreiflügelanlage mit zweigeschossigen Mansardwalmdachbauten mit Gurtgesims und klassizistischen Gliederungselementen, der Hauptbau mit übergiebeltem Zwerchhaus, durch eingeschossige Zwischenbauten miteinander verbunden, Hauptgebäude nach Plan von Johann Melchior Hochstatter, 1803 f., Seitenflügel von Johann Melchior Hochstatter, 1809 f.; mit Ausstattung | D-7-79-224-42           | BW                                  |
| Obere Bergstraße 1 (Standort)                 | Gasthof Löwen                       | zweigeschossiger Walmdachbau mit genuteten Ecklisenen und Ausleger, im Kern 2. Hälfte 18. Jahrhundert, überformt | D-7-79-224-44           | Gasthof Löwen                       |
| Obere Bergstraße 3 (Standort)                 | Ehemaliges Bauernhaus               | mit Wohn- und Wirtschaftsteil, zweigeschossiger Satteldachbau mit Schweifgiebel und Giebelknauf sowie mit winklig angebautem ehemaligem Stadel, Mitte 18. Jahrhundert; Hofmauer mit korbbogiger Toreinfahrt, wohl Mitte 18. Jahrhundert | D-7-79-224-45           | weitere Bilder                      |
| Obere Bergstraße 4 (Standort)                 | Wohnhaus                            | Ehemaliges Beamtenhaus, zweigeschossiger Bau mit Mansardwalmdach, Ecklisenen sowie korbbogigem Eingang mit Kämpfer- und Scheitelstein, um 1780/90 | D-7-79-224-46           | weitere Bilder                      |
| Obere Bergstraße 6 (Standort)                 | Wohnhaus                            | Ehemaliges Beamtenhaus, zweigeschossiger Bau mit Mansardwalmdach sowie korbbogigem Eingang mit Kämpfer- und Scheitelstein, 1787 (bez.) | D-7-79-224-48           | Wohnhaus                            |
| Obere Bergstraße 7, 9 (Standort)              | Doppelwohnhaus                      | zweigeschossiger Bau mit Mansardwalmdach sowie korbbogigen Eingängen mit Kämpfer- und Scheitelstein, 1785 (bez.) | D-7-79-224-47           | weitere Bilder                      |
| Obere Bergstraße 13 (Standort)                | Katholische Kapelle Maria Hilf      | kreisförmiger Zentralbau mit Kuppel, Laterne und rundbogigen Portalen im Norden und Süden, das nördliche mit Rustikaeinfassung, Säulen und Dreiecksgiebel weitgehend original, die südliche aufwändige Ädikularahmung erneuert, um 1625; mit Ausstattung | D-7-79-224-51           | weitere Bilder                      |
| Obere Bergstraße 15 (Standort)                | Wohnhaus                            | zweigeschossiger Bau mit Walmdach und korbbogigem Eingang mit Kämpfer- und Scheitelstein, im Kern wohl Wohnwirtschaftsgebäude, 2. Hälfte 18. Jahrhundert, um 1830 überformt | D-7-79-224-49           | weitere Bilder                      |
| Obere Bergstraße 17 (Standort)                | Wohnhaus                            | Ehemaliges Beamtenhaus, zweigeschossiger Bau mit Mansardwalmdach, übergiebeltem Zwerchhaus, genuteten Ecklisenen und korbbogigem Eingang mit Kämpfer- und Scheitelstein, um 1790; Gartenmauer, wohl Ende 18. Jahrhundert | D-7-79-224-50           | weitere Bilder                      |
| Sperlingstraße 3 (Standort)                   | Wohnhaus                            | Ehemaliges Beamtenhaus, zweigeschossiger Bau mit Mansardwalmdach und korbbogigem Eingang mit Kämpfer- und Scheitelstein, um 1780/90 | D-7-79-224-52           | Wohnhaus                            |
| Sperlingstraße 4 (Standort)                   | Wohnhaus                            | Ehemaliges Beamtenhaus, eingeschossiger Bau mit Mansardwalmdach und korbbogigem Eingang mit Kämpfer- und Scheitelstein, um 1780/90 | D-7-79-224-53           | Wohnhaus                            |
| Sperlingstraße 5 (Standort)                   | Wohnhaus                            | Ehemaliges Beamtenhaus, zweigeschossiger Bau mit Mansardwalmdach und korbbogigem Eingang mit Kämpfer- und Scheitelstein, um 1780/90 | D-7-79-224-54           | Wohnhaus                            |
| Untere Bergstraße 1 (Standort)                | Wohnhaus                            | zweigeschossiger Walmdachbau, 1. Viertel 19. Jahrhundert | D-7-79-224-55           | Wohnhaus                            |
| Untere Bergstraße 2 (Standort)                | Wohnhaus                            | erdgeschossiger Satteldachbau, 2. Viertel 19. Jahrhundert | D-7-79-224-56           | Wohnhaus                            |
| Untere Bergstraße 6 (Standort)                | Ehemaliges Rathaus                  | sogenanntes Ebel-Haus, jetzt Wohnhaus, zwei- bis dreigeschossiger Satteldachbau mit geschweiftem Volutengiebel, Kugelaufsätzen, Schwalbenschwanzbekrönung, Geschossgesimsen und Freitreppe, um 1675; mit Ausstattung | D-7-79-224-57           | weitere Bilder                      |
| Untere Bergstraße 6 (Standort)                | Einfriedung                         | mit stichbogiger Toreinfahrt und Pforte, wohl 18. Jahrhundert | D-7-79-224-57           | Einfriedung                         |
| Untere Bergstraße 6 (Standort)                | Nebengebäude                        | zweigeschossiger Satteldachbau mit offenem Fachwerk im Westen, wohl 18. Jahrhundert; Brunnen im Hof, um 1760 | D-7-79-224-57           | Nebengebäude                        |
| Weinstraße 14 (Standort)                      | Wohnhaus                            | Ehemaliges Beamtenhaus, zweigeschossiger Bau mit Mansardwalmdach und östlichem Anbau in Fachwerk, um 1780/90 | D-7-79-224-58           | Wohnhaus                            |
| Weinstraße 19 (Standort)                      | Ehemaliges Wohnhaus                 | jetzt Rathaus, zweigeschossiger Bau mit Mansardwalmdach, übergiebeltem Zwerchhaus in der Mittelachse und aufgeputzter Eckquaderung, 1790 (bez.), durch einen modernen Zwischenbau mit dem östlichen Nachbargebäude verbunden | D-7-79-224-59           | Ehemaliges Wohnhaus                 |
| Weinstraße 20, 22 (Standort)                  | Wohnhaus                            | zweigeschossiger Bau mit Mansard-Walmdach, Mittelrisalit unter Dreiecksgiebel Lisengliederung und Gurtgesims, 1788 (bez.) | D-7-79-224-60           | weitere Bilder                      |
| Weinstraße 20, 22 (Standort)                  | Nebengebäude                        | Wohnhaus, erdgeschossiger Bau mit Mansardwalmdach, rundbogiger Einfahrt und gebänderten Ecklisenen, um 1788 | D-7-79-224-60 zugehörig | BW                                  |
| Weinstraße 20, 22 (Standort)                  | Hofeinfahrt                         | korbbogig, um 1788 | D-7-79-224-60 zugehörig | Hofeinfahrt                         |
| Weinstraße 20, 22 (Standort)                  | Wirtschaftsgebäude                  | jetzt auch Vereinsheim, erdgeschossiger Bau mit Mansardwalmdach, korbbogiger Durchfahrt und vorkragendem zweigeschossigen Trakt mit Walmdach, korbbogigem Einfahrtstor, gebänderten Ecklisenen und Gurtgesims, um 1788 | D-7-79-224-60 zugehörig | BW                                  |
| Weinstraße 20, 22 (Standort)                  | Harten- und Stützmauer              | mit Strebepfeilern, letztes Viertel 18. Jahrhundert | D-7-79-224-60 zugehörig | weitere Bilder                      |
| Weinstraße 21 (Standort)                      | Wohnhaus                            | Ehemaliges Beamtenhaus, zweigeschossiger Bau mit Mansardwalmdach und korbbogigem Eingang mit Kämpfer- und Scheitelstein, um 1780/90 | D-7-79-224-61           | Wohnhaus                            |
| Weinstraße 23, 25 (Standort)                  | Doppelwohnhaus                      | Ehemaliges Beamtenhaus, zweigeschossiger Bau mit Mansardwalmdach, um 1780/90, überformt und rückseitig erweitert | D-7-79-224-62           | Doppelwohnhaus                      |
| Weinstraße 27, 29 (Standort)                  | Doppelwohnhaus                      | Ehemaliges Beamtenhaus, zweigeschossiger Bau mit Mansardwalmdach und korbbogigen Eingängen mit Kämpfer und Scheitelstein, um 1780/90 | D-7-79-224-63           | Doppelwohnhaus                      |
| Weinstraße 31, 33 (Standort)                  | Doppelwohnhaus                      | Ehemaliges Beamtenhaus, zweigeschossiger Bau mit Mansardwalmdach, um 1780/90, überformt | D-7-79-224-64           | Doppelwohnhaus                      |
| Weinstraße 35, 37 (Standort)                  | Doppelwohnhaus                      | Ehemaliges Beamtenhaus, zweigeschossiger Bau mit Mansardwalmdach und korbbogigen Eingängen, um 1780/90 | D-7-79-224-65           | Doppelwohnhaus                      |
| Judenbegräbnis (Standort)                     | Jüdischer Friedhof                  | von einer Hecke umgeben mit etwa 330, nach Westen gerichteten Grabsteinen von etwa 1600 bis 1945, um 1510 angelegt | D-7-79-224-73           | weitere Bilder                      |

### Birkhausen
| Lage                           | Objekt                            | Beschreibung | Akten-Nr.      | Bild                              |
| ------------------------------ | --------------------------------- | --- | -------------- | --------------------------------- |
| Pfaffengäßle 1 (Standort)      | Wohnhaus                          | zweigeschossiger Satteldachbau, Obergeschoss in Fachwerkständerbauweise, im Kern um 1469 | D-7-79-224-123 | Wohnhaus                          |
| Untere Dorfstraße 3 (Standort) | Ehemalige Schule                  | zweigeschossiger Bau mit Krüppelwalmdach und Giebelgesimsen, um 1900 | D-7-79-224-68  | weitere Bilder                    |
| Untere Dorfstraße 3 (Standort) | Stadel                            | Satteldachbau mit stichbogigen Toreinfahrten, um 1840/50 | D-7-79-224-68  | weitere Bilder                    |
| Untere Dorfstraße 5 (Standort) | Katholische Pfarrkirche St. Vitus | gotische Saalkirche mit eingezogenem Polygonalchor, Turm mit Oktogon im nördlichen Chorwinkel und zweigeschossigem Sakristeianbau im Süden, am Außenbau Hau- und Werksteinelemente an den Turmecken, den Strebepfeilern und am Portal, Turmunterbau 13. Jahrhundert, Neubau Langhaus und Chor wohl 1488 (bez.) fertiggestellt, Ende 17. Jahrhundert Turmerhöhung und Spitzhelm, Sakristeianbau 20. Jahrhundert; mit Ausstattung | D-7-79-224-66  | weitere Bilder                    |
| Untere Dorfstraße 9 (Standort) | Ehemaliges katholisches Pfarrhaus | zweigeschossiger Walmdachbau mit Ecklisenen, 2. Hälfte 18. Jahrhundert | D-7-79-224-67  | Ehemaliges katholisches Pfarrhaus |

### Ehringen
| Lage                     | Objekt                                         | Beschreibung | Akten-Nr.     | Bild           |
| ------------------------ | ---------------------------------------------- | --- | ------------- | -------------- |
| Im Oberdorf 2 (Standort) | Evangelisch-lutherische Pfarrkirche St. Oswald | im Kern gotische Chorturmkirche, Saalbau mit abgeschrägter Westfassade, eingezogenem Rechteckchor im Turm mit Oktogon in verputztem Fachwerk und Sakristeianbau bzw. Treppenaufgang nördlich und südlich des Turms, um 1300, nach Turmeinsturz 1653 erneuert, um 1700 durch Hans Rueff nochmals überformt und wohl auch Sakristeianbau, Treppenaufgang wohl 20. Jahrhundert; mit Ausstattung | D-7-79-224-69 | weitere Bilder |
| Im Oberdorf 2 (Standort) | Friedhofsmauer                                 | östlicher Teil mit Nischen wohl 18. Jahrhundert, westlicher Teil im 19./20. Jahrhundert erweitert | D-7-79-224-69 | Friedhofsmauer |
| Im Oberdorf 2 (Standort) | Friedhof                                       | wohl 18. Jahrhundert, im 19./20. Jahrhundert nach Westen erweitert | D-7-79-224-69 | Friedhof       |
| Im Oberdorf 5 (Standort) | Stadel                                         | Rechteckbau mit Halbwalmdach, Trauf- und Giebelgesims, 2. Hälfte 18. Jahrhundert, vielleicht 1768 (modern bez.) | D-7-79-224-70 | Stadel         |

### Munzingen
| Lage                           | Objekt                              | Beschreibung | Akten-Nr.     | Bild                              |
| ------------------------------ | ----------------------------------- | --- | ------------- | --------------------------------- |
| Dorfstraße 5 (Standort)        | Katholische Pfarrkirche St. Michael | am spätbarocken Turm mit Oktogon der unregelmäßige Zentralbau der neu erbauten Kirche, Turm 1772 (bez.), Kirchenschiff 1983 ff. nach Plänen von Hans Gebauer; mit Ausstattung | D-7-79-224-71 | weitere Bilder                    |
| Dorfstraße 5 (Standort)        | Friedhofsmauer                      | mit segmentbogigen Blendnischen, im Kern 18. Jahrhundert, Teile erneuert | D-7-79-224-71 | Friedhofsmauer                    |
| Zipplinger Straße 1 (Standort) | Ehemaliges katholisches Pfarrhaus   | zweigeschossiger Walmdachbau mit Ecklisenen und schmiedeeisernem Geländer an der Freitreppe, 1730 über älterem Kern errichtet, Geländer 19. Jahrhundert                       | D-7-79-224-72 | Ehemaliges katholisches Pfarrhaus |

## Ehemalige Baudenkmäler
In diesem Abschnitt sind Objekte aufgeführt, die früher einmal in der Denkmalliste eingetragen waren, jetzt aber nicht mehr. Objekte, die in anderem Zusammenhang also z. B. als Teil eines Baudenkmals weiter eingetragen sind, sollen hier nicht aufgeführt werden. Aktennummern in diesem Abschnitt sind ehemalige, jetzt nicht mehr gültige Aktennummern.

| Lage                                  | Objekt   | Beschreibung                                                               | Akten-Nr.     | Bild           |
| ------------------------------------- | -------- | -------------------------------------------------------------------------- | ------------- | -------------- |
| Wallerstein Hauptstraße 72 (Standort) | Wohnhaus | erdgeschossiger Bau mit Halbwalmdach, Ende 18. Jahrhundert, stark erneuert | D-7-79-224-27 | weitere Bilder |